# 格氏鹃鵙
格氏鹃鵙（学名：Coracina graueri）是山椒鸟科鸦鹃鵙属的一种。分布于刚果民主共和国和乌干达。其自然栖息地为亚热带或热带的湿润山地。该物种受栖息地破坏威胁。